# 急須

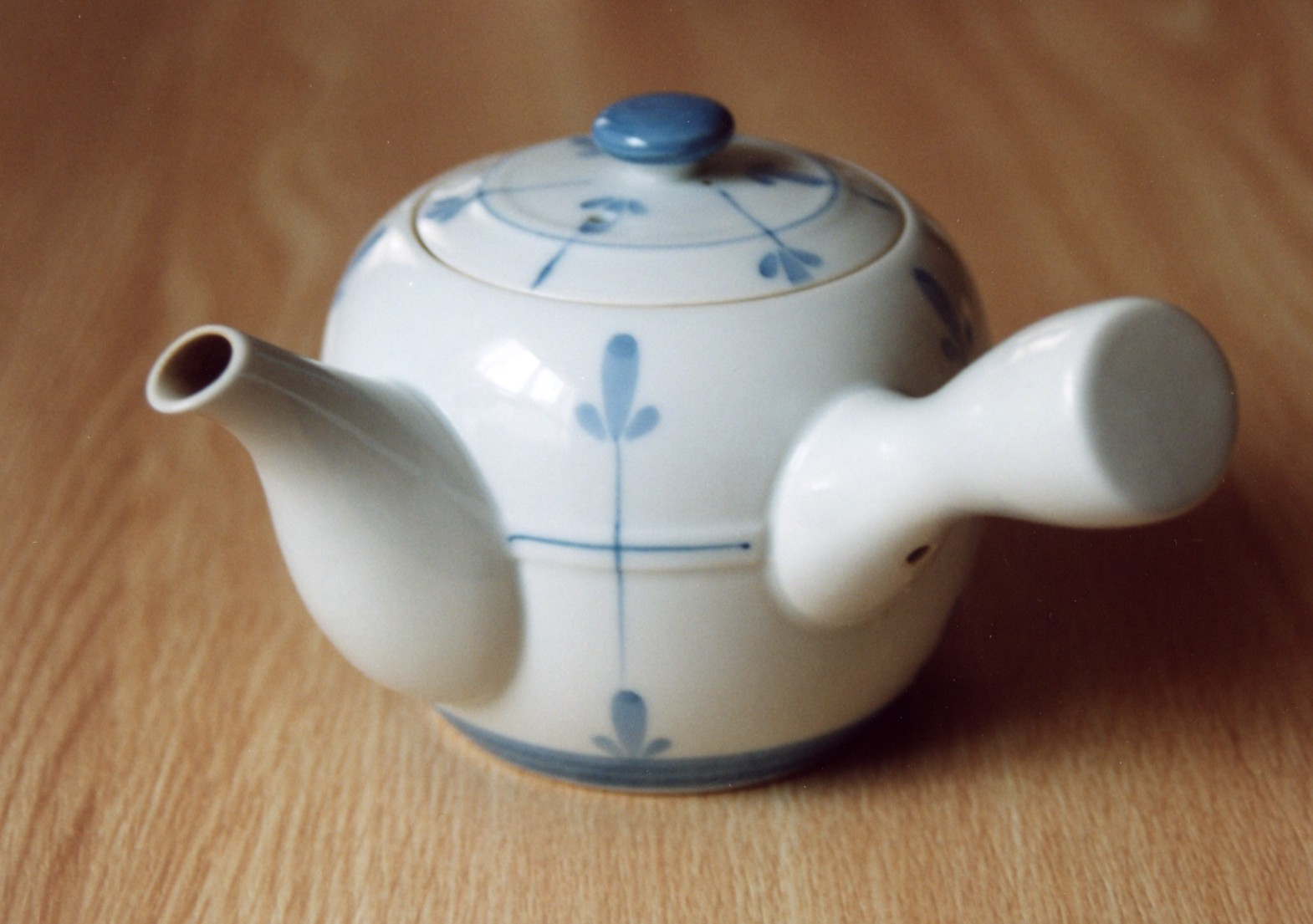
急須

急須（きゅうす、中国語：茶壺、英語：Teapot）は、茶葉をいれて茶を抽出するのに使用する容器である。紅茶を抽出する急須は一般にティーポットと呼ぶ。

## 概要
乾燥させた茶葉を入れ、湯を注いで茶葉が開くのを待ち、傾けて茶を茶碗などに注ぐ。ティーバッグや粉末茶を使うこともできる。
本体と一体化した取っ手（持ち手）が、注ぎ口から見て向かって右側に突き出している製品が多い。取っ手が後ろにある急須や、取っ手がなくても「急須」として売られているタイプもある。取っ手がない急須は手で持ちやすいように断熱性が高い素材を使う場合のほか、ぬるめの湯で入れる宇治茶などに伝統的に使われてきた「宝瓶」（ほうひん、ほうびん）がある。
急須と同じく茶を入れるための道具に土瓶がある。一般に急須は胴と同じ材質の持ち手が胴の横から付いているのに対し、土瓶は胴とは異なる素材の持ち手（竹や籐）が上に付いているものが多い。また、急須は主に玉露や煎茶などを入れるために使われてきたため比較的容量が小さいのに対し（1〜2合）、土瓶は主に番茶などを入れるために使われてきたため容量が大きくなっている（3〜4合）。また、湯沸しに用いられるやかんは、漢字表記では「薬罐」となることからも分かるように、元来は薬湯を煎じ出すための器具である。
英語圏ではティーポットも急須、土瓶も一括りにティーポット（英: Teapot）と呼ばれる。

## 歴史
急須の原型は中国で発明され、アジアでは古くから使用されている。日本では古くは「きびしょ（急焼、急尾焼）」と呼ばれた。青木正児によれば、「急須」は中国・呉（蘇州地方）の方言で酒を温める器、「急焼・急尾焼」は福建の方言で湯を沸かす器のことという。
本来、湯沸しとして用いられていたきびしょを、宝暦年間に高芙蓉が見いだし、池大雅に話したことが「蒹葭堂雑録」に記録されている。その頃から上方で製造がはじまったものと考えられ、当時は酒の燗をつけたり、土瓶として使われていたが、江戸では珍しかった。この土瓶が茶道具に転用されたものとされる。
各喫茶文化圏で独自の発達も見られ、それぞれ補助的な道具が付随することがある。たとえば日本では玉露などの低温の湯でいれる茶葉が発達したため「湯冷まし」を併用することも多い。

## 素材
素材は陶磁器製が最も一般的である。特に中国の江蘇省宜興窯で作られた紫砂壺は、古来より珍重された。これは無釉の焼締め陶器で、当地で産する粘土は鉄分を多く含んでおり、焼成後は朱茶色や黒紫色を呈することから朱泥、紫泥と呼ばれた。後に日本の萬古焼、常滑焼やイギリスのウェッジウッド窯でもこれを模倣した。日本では急須の主流を朱泥、紫泥の製品が占めている。
日本では伊万里焼、九谷焼、瀬戸焼、薩摩焼などの磁器製も多い。また、備前焼や丹波焼などの焼締め陶器や、美濃焼、萩焼など陶器製のものなど、非常に多くの種類が生産されている。この他鉄製、ステンレス製、アルミニウム製、石製、さらに透明な耐熱ガラス・樹脂製のものもある。

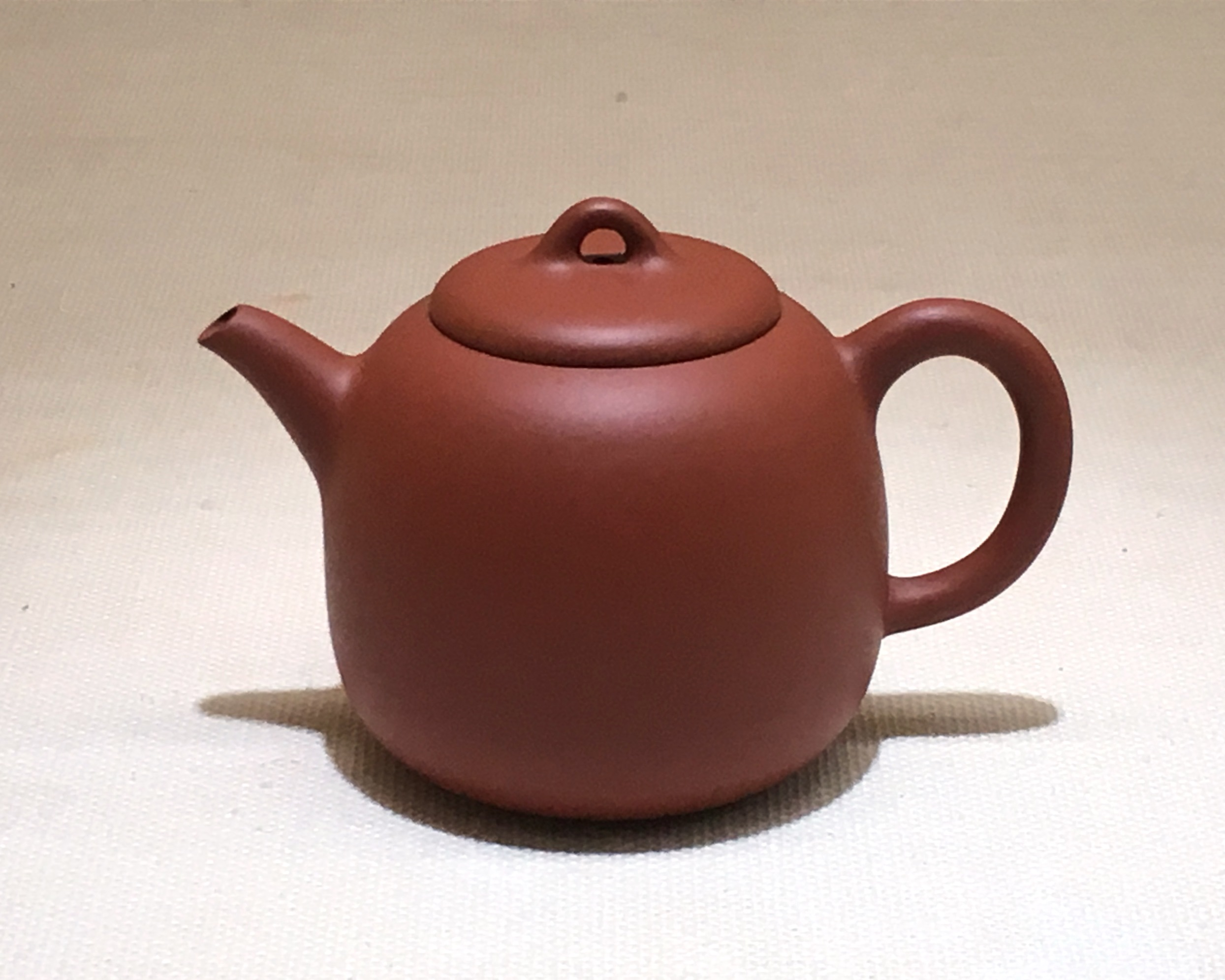
朱泥の急須
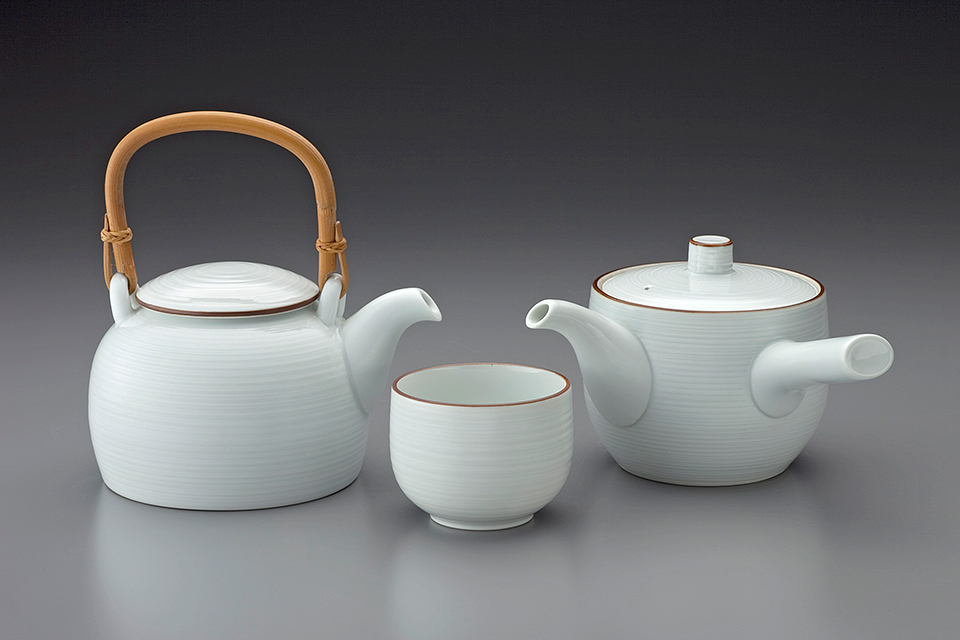
磁器製の急須
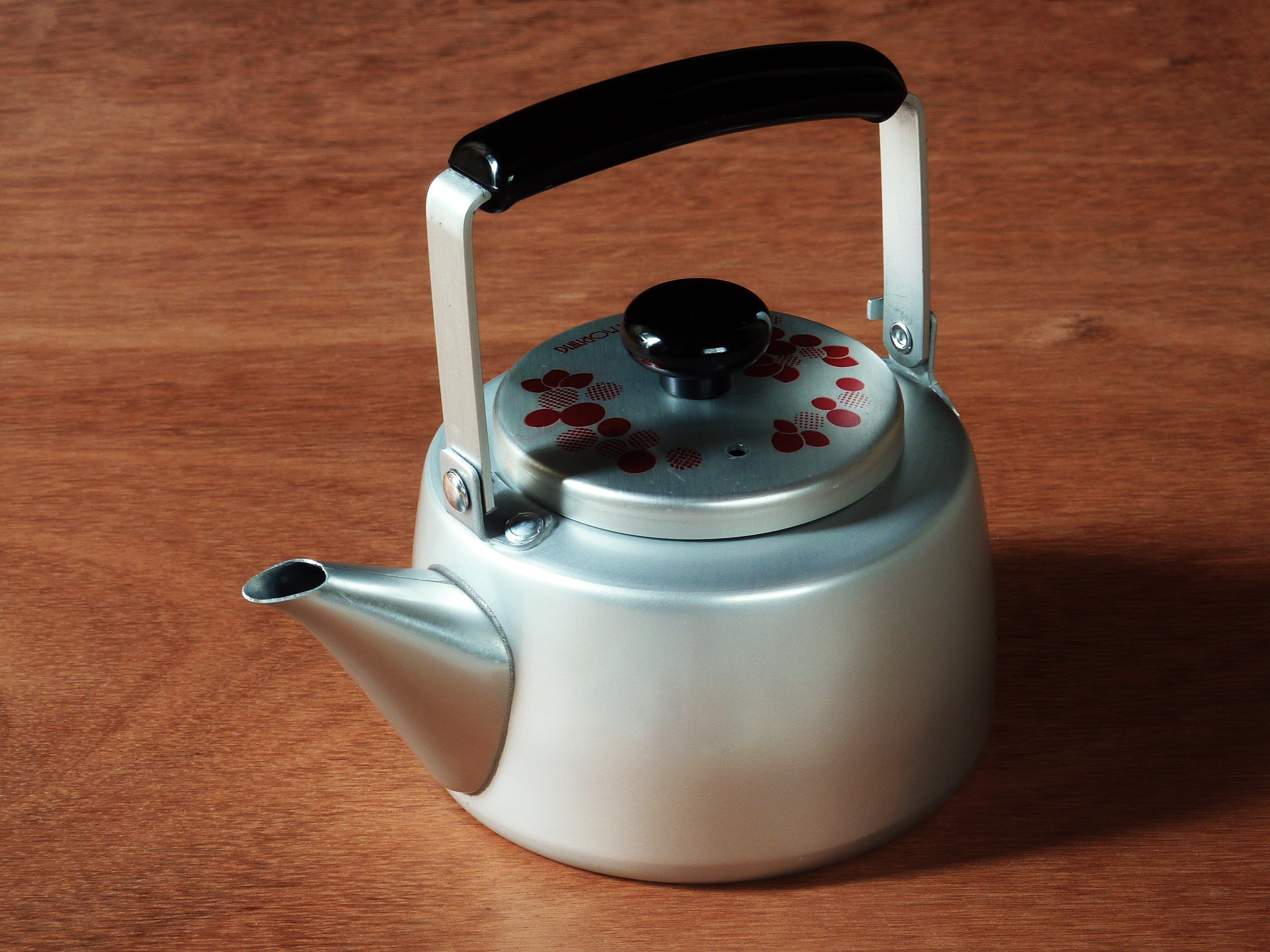
アルミニウム製の急須

## 構成と分類

### 構成
急須は急須本体（胴、口、手）と蓋からなり、急須本体と蓋の間にガタつきがなく隙間のない「すり合わせ」のよいものが良品とされている。
香りを楽しむには筒型の急須がより良いといわれている。一方で撚りが強く針状の茶葉をよく開かせるには平型の急須が良いといわれる。
なお、急須の注ぎ口に付いているビニールの覆いは輸送時の破損を防ぐための保護具（保護チューブ）であり開梱後は取り外す必要がある。チューブを付けたままだと、そこに汚れが溜まり雑菌が繁殖しやすいという問題もある。また、食品衛生法に適合していない物は、熱湯を注ぐと有害物質が溶け出すおそれがある。
一方、注ぎ口保護・尻漏り防止目的に、注ぎ口に取り付けるゴムも販売されている。

### 取っ手による分類
急須を含む茶を注ぐ道具は取っ手の位置や有無によって以下の四種類に分類される。このうち急須と呼べるものは横手の物のみであるという見解もある。

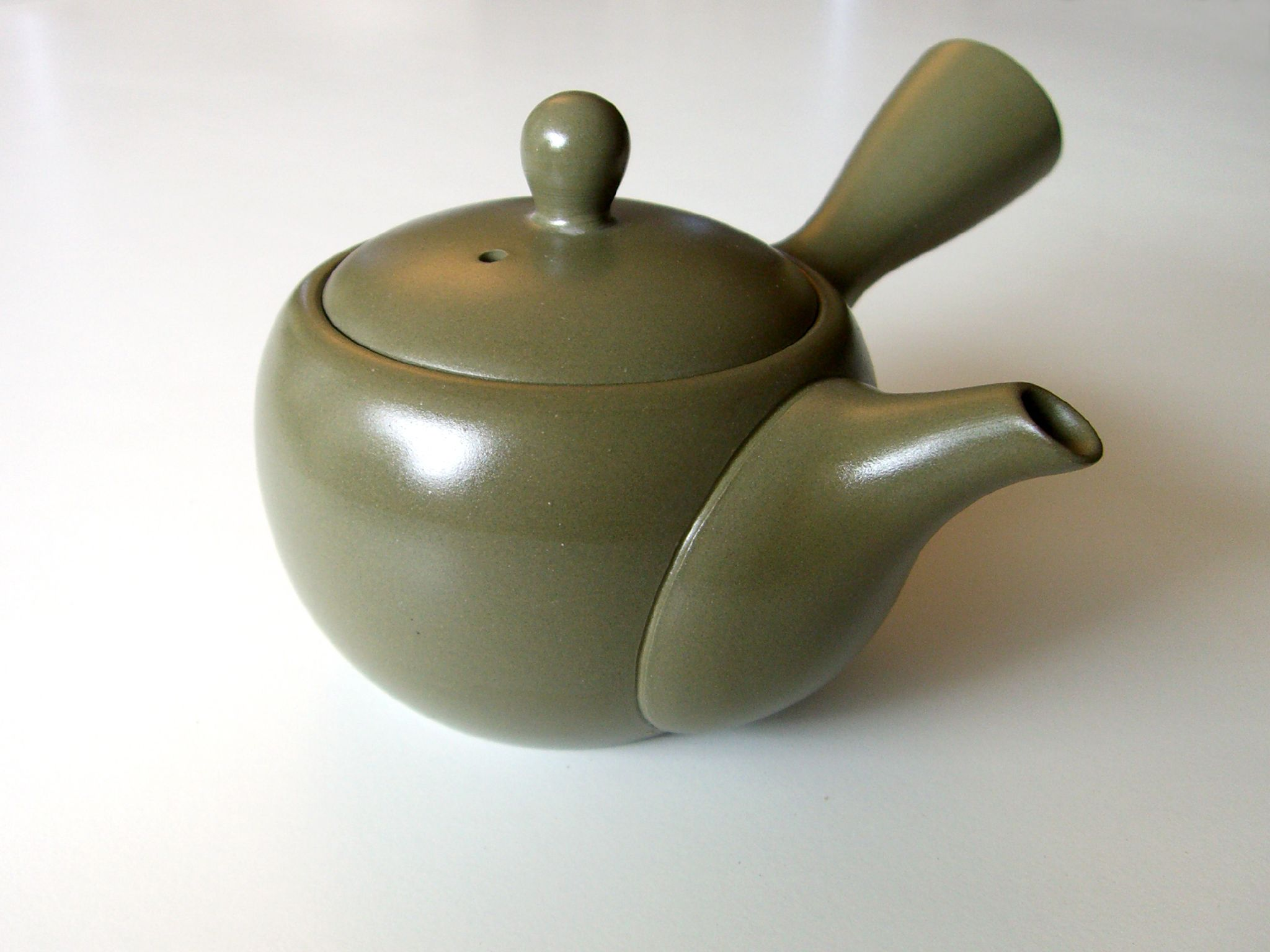
横手の急須
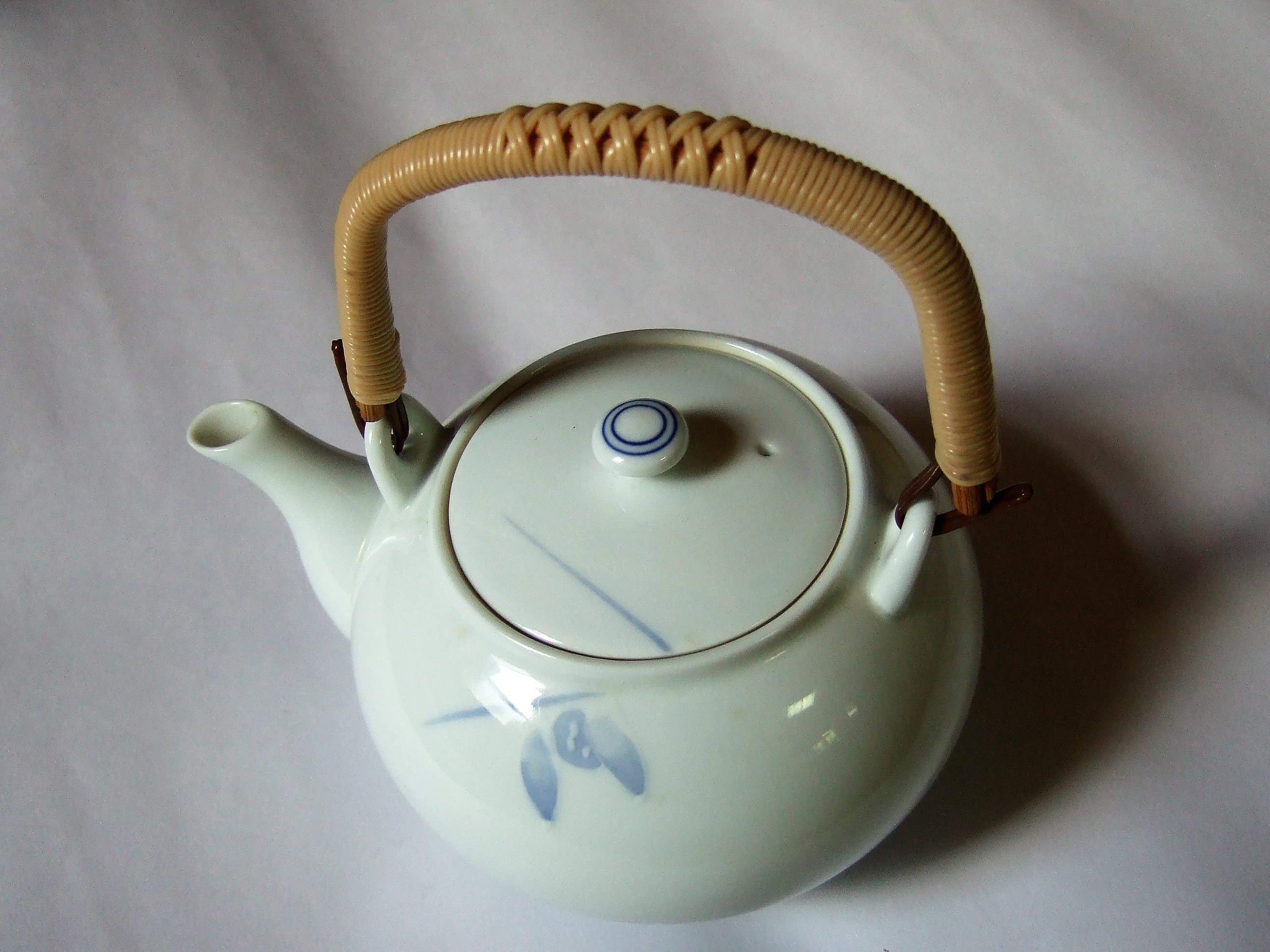
上手の土瓶
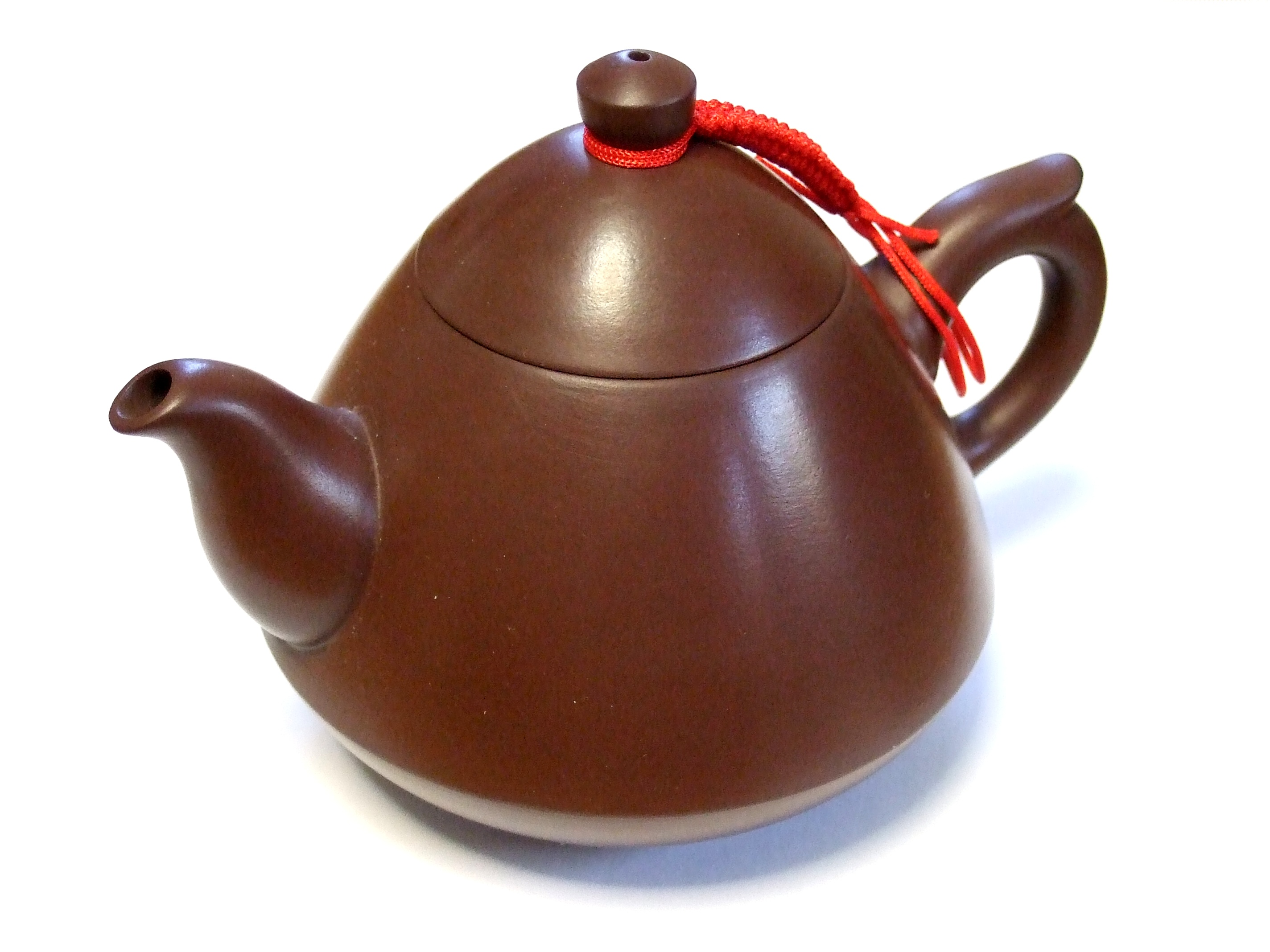
後手のポット（台湾）

横手（よこで）
この形態が急須。注ぎ口を正面に見て、右横に取っ手がつく。大きく傾けて中身を注ぎきる際に蓋を押さえることを含め、片手で使いやすい。注ぎ口と取っ手の角度が90度より小さいのは注ぎやすくするための工夫であるが、一方、大重量の保持には不向きであるため、容量が400mlを上回るような大型の物は後述の上手のものが多い。通常は右利きの人が使いやすいように右横に取っ手がついているが、左利き用に左横に取っ手がついているものもある。

後手（うしろで、あとで）

注ぎ口を正面に見て、後方に取っ手がつく。中国茶や、西洋の紅茶のティーポットなどに良く見られる。これは中国の江蘇省宜興製の「茶壺」をもとにしているといわれる。

上手（うわで）

本体上部につく。本体と一体化しているものと、別個に取り付けるものとがある。別個に取り付けるものは、いわゆる土瓶であり、上手の取っ手は弦（つる）ともいう。

宝瓶（ほうひん）
取っ手のない急須のようなもの。泡瓶とも書く。基本的に玉露などを入れるときに使用する。紅茶や中国茶では使用しない。
形状の特徴として、取っ手がないことのほかに、通常の急須と比較して開口部（蓋のところ）が大きい。茶を入れる道具を高温の湯を入れる場合に取っ手がないと、熱くて持てなかったりやけどの原因になったりする。宝瓶を使う玉露などのお茶は抽出温度が摂氏60度前後と低いため、問題にならない。また、取っ手がないことから携帯に適しているとして、旅行用の煎茶道具によく使われる。
起源については諸説あるが、中国茶を抽出する道具の一種「蓋椀」（がいわん）が元になったという説がある（後述の「絞り出し」参照）。

### 茶漉しの種類
茶葉の細かい日本茶で、茶袋（ティーバッグ）を用いず茶をいれる場合、茶碗に細かい茶葉が入るのを防ごうと思えば、急須の中に茶漉しが必要となる。特に第二次世界大戦後、茶の製法の変化から目詰まりしにくいステンレス製の茶こしを付けた急須が普及した。
陶製茶こし（共茶こし）
急須本体と一体で同じ土素材の茶こし。江戸時代から昭和時代にかけては、陶磁器本体と一体構造のもの（陶磁器に穴をあけたもの）が主流であった。
サークル網
急須本体にサークル状に底に付いた茶こし。
カゴ網
取り外しできるカゴ状の茶こし。
丸網
丸型の茶こし。
平網
急須口の部分に平らに取り付けられた茶こし。
ポコ網
急須口の部分に取り付けられた半球型の茶こし。
帯網
急須本体の内側全周に帯状に取り付けられた茶こし。
なお、茶漉しがなく、蓋と本体の隙間から茶を注ぐものを特に絞り出しと呼び、宝瓶に多くみられる。

## 紅茶用のティーポット

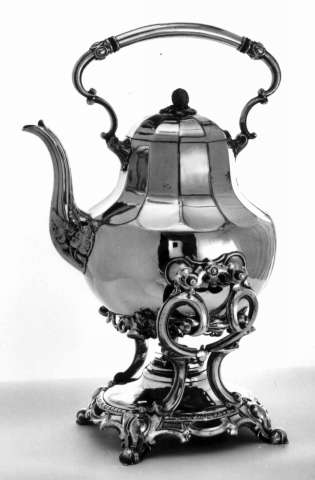
金属製ティーポット

緑茶を抽出する容器が急須と呼ばれて、主に中国・日本で独自に発達したのに対して、日本でも近年徐々にファンを増やしている紅茶を抽出する急須は一般にティーポット（Teapot）と英語で呼ばれるようになり、主にヨーロッパで発展してきた。両急須の違いは、紅茶用のは抽出と保存を行うために内部が大きめで、背も高いものが多い。緑茶用のは抽出のみを行うので小さ目で、茶を急須に残すと渋茶になり、これは好まれない。材質も、紅茶用は陶磁・金属を含めて色彩も豊かで、下から火で温めるもの（サモワールなど）まで作られてきたが、緑茶用は伝統的に陶器が使われてきて、色彩も控えめである。

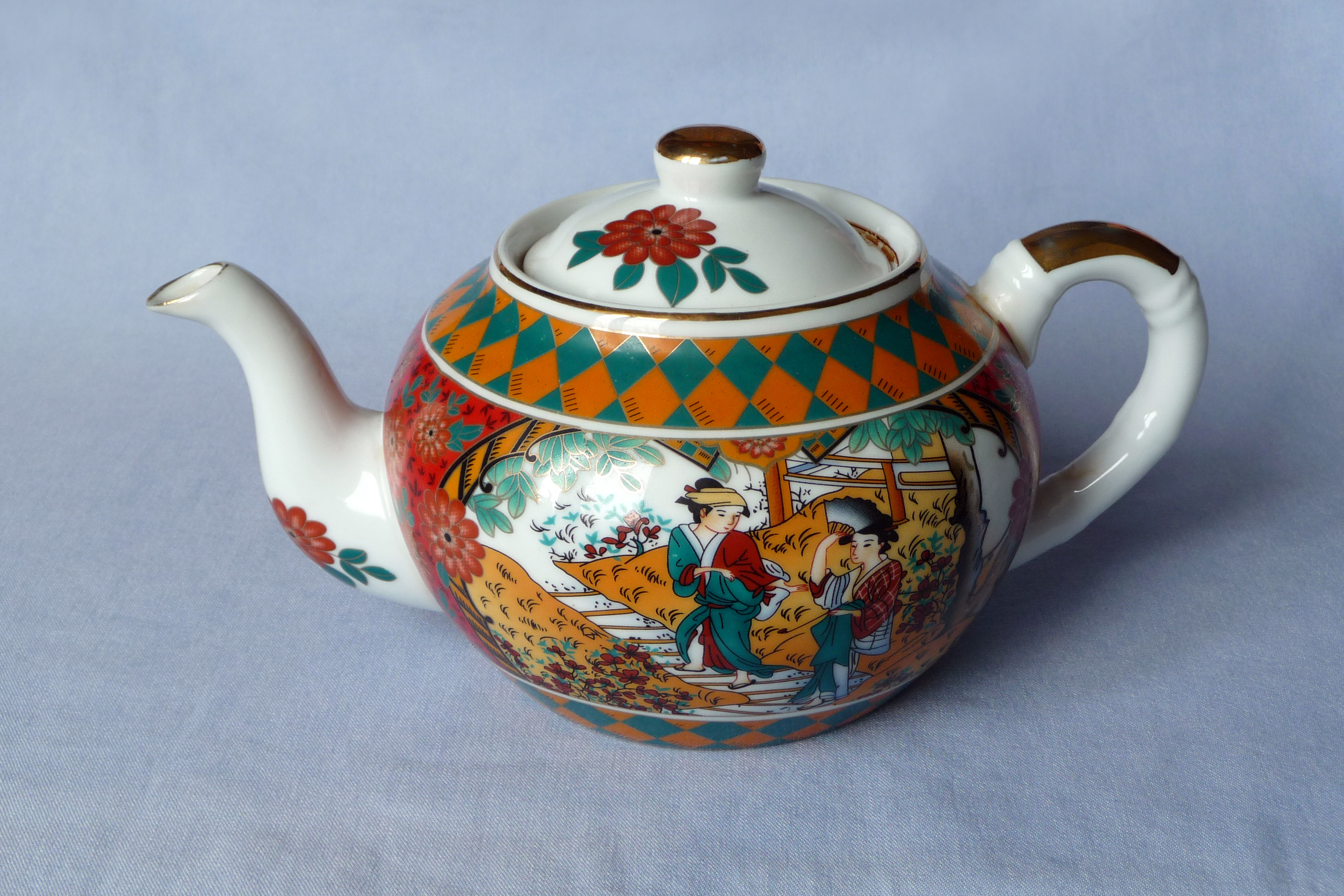
英国製ティーポット
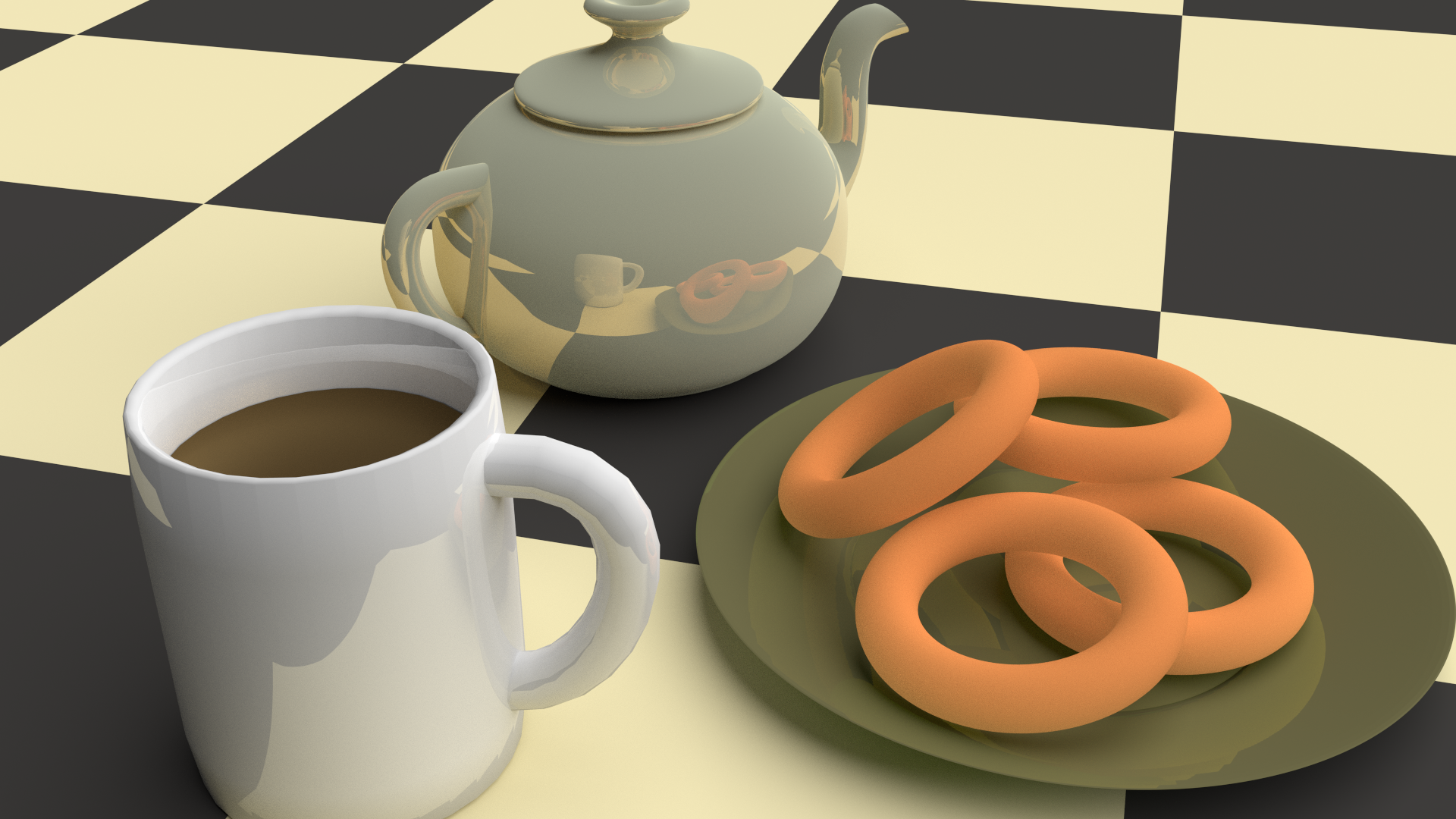
コーヒー、ドーナツ、ティーポット
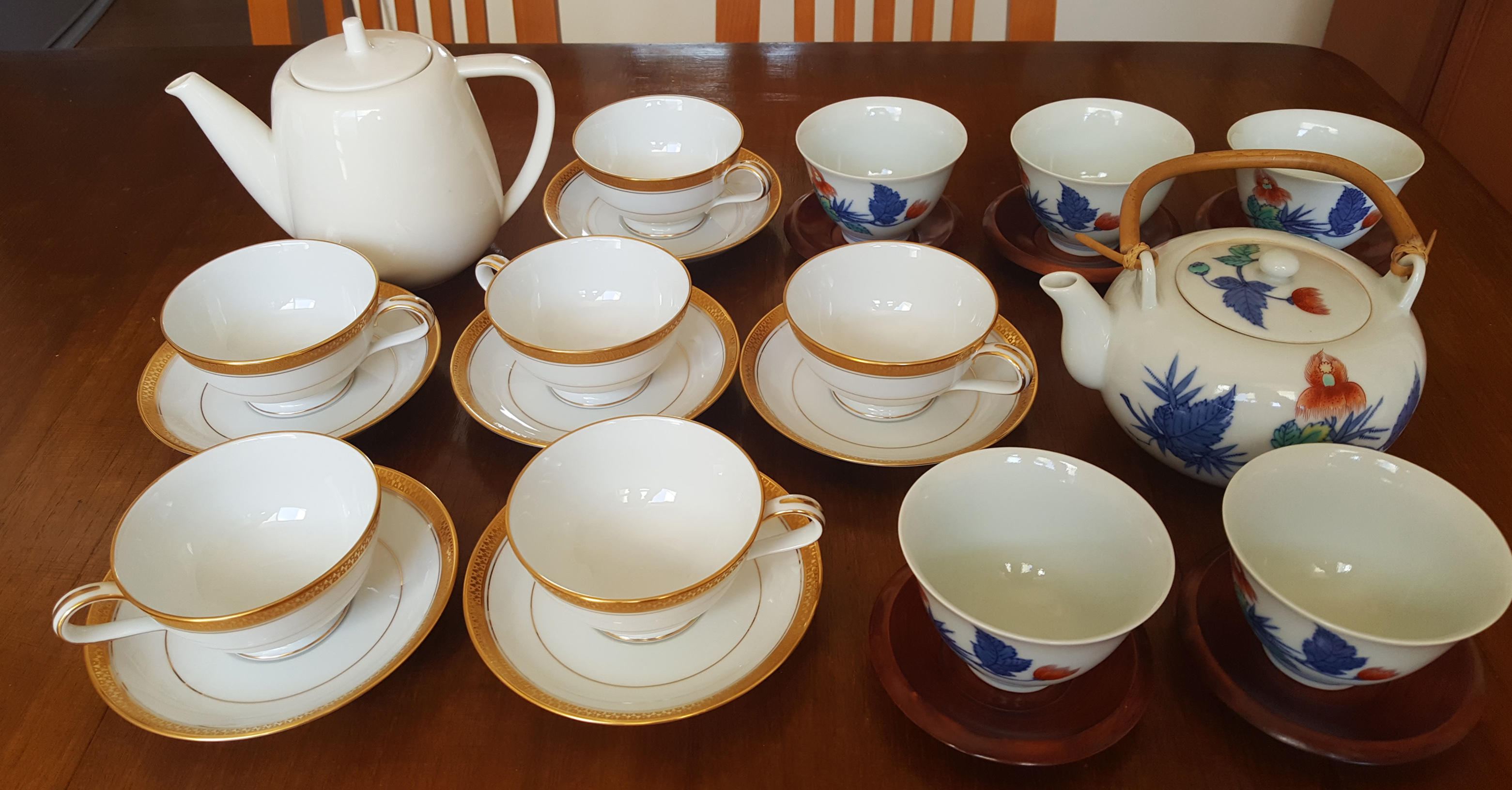
紅茶／コーヒー用セット（左）のティーポットと緑茶用セット（右)の急須（日本の家庭で）